# Bataille du Solent
Neuvième guerre d'Italie
La bataille du Solent ou de Portsmouth a eu lieu les 18 et 19 juillet 1545 dans le Solent, ce bras de mer qui sépare l'Angleterre de l'Île de Wight, au cours de la neuvième guerre d'Italie, entre la flotte anglaise, qui défendait l'accès à Portsmouth, et la flotte française, qui envisageait une invasion de l'Angleterre. L'issue de la bataille fut indécise, mais la tentative d'invasion française de l'Angleterre avorta : les quelques troupes débarquées ne progressant pas, elles rentrèrent en France dès le mois d'août 1545.

## Circonstances
En 1545, François Ier tente une invasion de l'Angleterre avec un corps de 30 000 hommes dans plus de 200 navires. Face à cette armada, plus imposante que celle de l'Invincible Armada espagnole 43 ans plus tard, l'Angleterre n'aligne que 80 navires et environ 12 000 hommes.

## Préparatifs
L'expédition française commença par un désastre : le navire amiral Carraquon brûle à l'ancre sur la Seine le 6 juillet 1545. L'amiral Claude d'Annebault transfère son état-major sur La Maistresse qui commence par s'échouer. Une fois réparé le navire amiral, la flotte traverse la Manche. Les Français entrent dans le Solent et débarquent des troupes sur l'Île de Wight et sur la côte du Sussex. Sur l'île, les forces françaises sont défaites par une milice locale à la bataille de Bonchurch (en).

## La bataille
Le 18 juillet 1545, les Anglais sortent de Portsmouth et engagent les Français à longue portée, ce qui fait peu de dommages de part et d'autre. La Maistresse étant en perdition du fait de ses avaries précédentes, d'Annebault se déplace sur un autre navire.
La nuit du 18 au 19, Henry VIII dîne à bord du Henri Grâce à Dieu, navire amiral de John Dudley, Vicomte de Lisle.
Le jour suivant est calme, bien que les Français emploient leurs galères contre les vaisseaux anglais, qui demeurent immobiles. Avec la brise du soir, s'avance le Mary Rose, navire du vice-amiral George Carew, qui fait naufrage, et perd tout son équipage à l'exception d'une trentaine de rescapés. A-t-elle été coulée par les galères françaises ou est-ce par une mauvaise manœuvre de l'équipage que cela se produisit, il est difficile d'en décider d'après les témoignages et l'analyse de l'épave. Une galère française aurait aussi été coulée dans l'affrontement. Les navires français ne parvenant pas à forcer le passage ni à faire bouger les Anglais, se retirèrent. Selon les Mémoires de Martin du Bellay, après une journée où l'on échangea pas moins de trois cents coups de canon, le lendemain matin, voyant les Anglais en sûreté dans le port, l'Amiral décida la retraite.
Les Français  réussirent quand même à débarquer quelques troupes en Angleterre. Mais celles-ci ne progressant pas, elles firent retour en France en août.